# Coeficiente de uniformidad
El coeficiente de uniformidad, definido originalmente por Terzaghi y Peck, se utiliza para evaluar la uniformidad del tamaño de las partículas de un suelo. Se expresa como la relación entre D60 y D10, siendo:

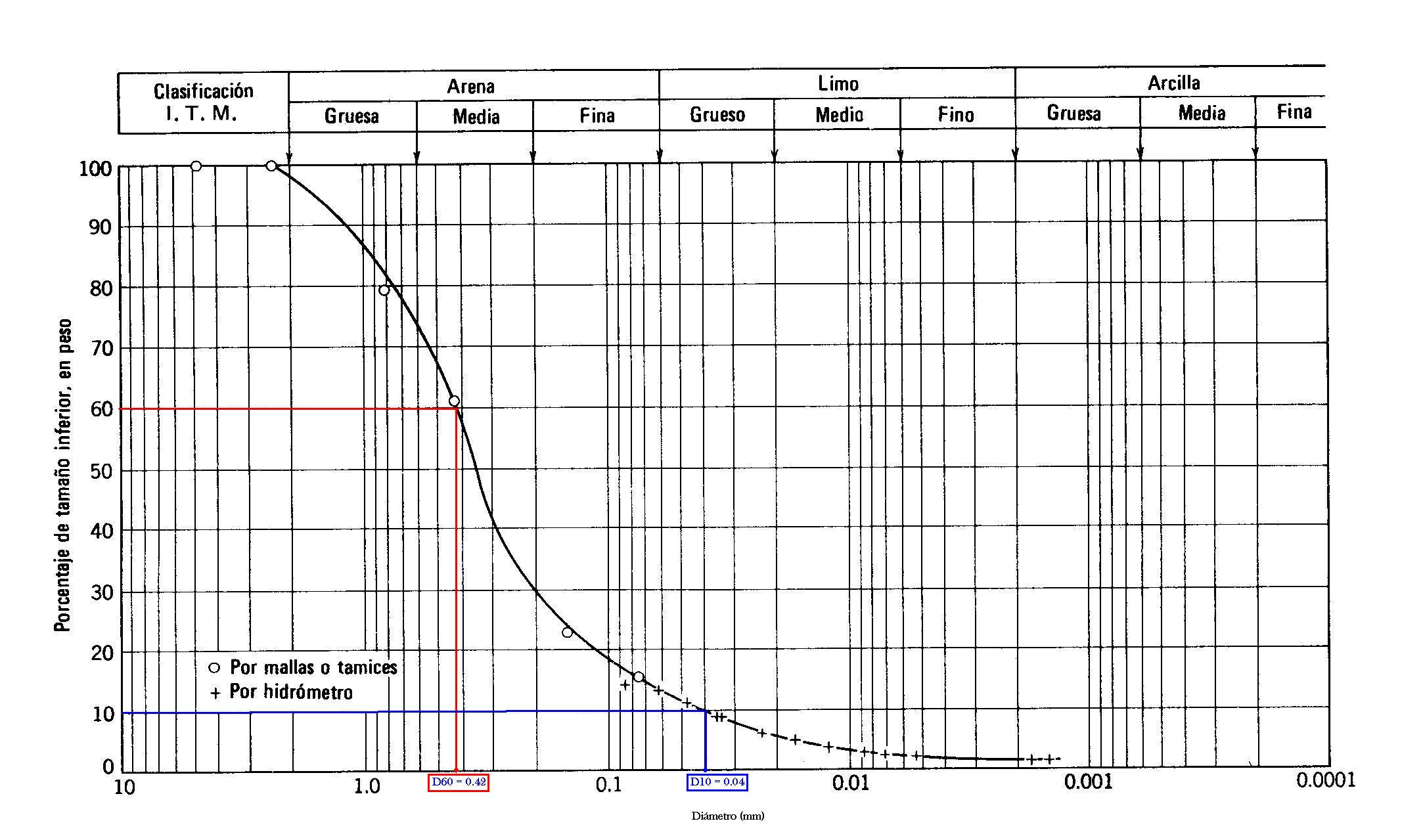
Ejemplo de curva granulométrica y coeficiente de uniformidad C_{u} = 10.

- D60 = el diámetro o tamaño por debajo del cual queda el 60% del suelo, en peso; y,

- D10 = el diámetro o tamaño por debajo del cual queda el 10% del suelo, en peso.

En el gráfico del ejemplo se tiene:
- D60 = 0.42
- D10 = 0.04
- Cu = D60 / D10 = 10

Un suelo con un Coeficiente de uniformidad menor de 3, se considera muy uniforme. En el límite, si un terreno estuviera formado por esferas perfectamente iguales, su coeficiente de uniformidad sería 1. El suelo cuya curva granulométrica se presenta en el gráfico, con Cu = 10, podría ser llamado de "arena limosa bien graduada".